# Macedonia ai Giochi della XXX Olimpiade
La Macedonia ha partecipato ai Giochi della XXX Olimpiade di Londra che si sono svolti dal 27 luglio al 12 agosto 2012. È stata la 5ª partecipazione degli atleti macedoni.
Gli atleti della delegazione macedone sono stati 4 (2 uomini e 2 donne), in 2 sole discipline. Alla cerimonia di apertura il portabandiera è stato il nuotatore Marko Blaževski, mentre il portabandiera della cerimonia di chiusura è stato Kristijan Efremov, atleta specializzato nei 400 metri piani.
La Macedonia non ha ottenuto alcuna medaglia.

## Atletica leggera
| Q | Qualificato al turno successivo per la posizione in qualificazione                                                           |
| q | Qualificato per il turno successivo per ripescaggio o, negli eventi su campo, conquistando la misura minima per qualificarsi |

### Maschile
Eventi di corsa su pista e strada
| Atleta            | Evento | Batteria | Batteria  | Finale          | Finale          |
| Atleta            | Evento | Tempo    | Risultato | Tempo           | Risultato       |
| ----------------- | ------ | -------- | --------- | --------------- | --------------- |
| Kristijan Efremov | 400 m  | 47'92"   | 7º        | non qualificato | non qualificato |

### Femminile
Eventi di corsa su pista e strada
| Atleta            | Evento | Batteria | Batteria  | Finale          | Finale          |
| Atleta            | Evento | Tempo    | Risultato | Tempo           | Risultato       |
| ----------------- | ------ | -------- | --------- | --------------- | --------------- |
| Hristina Risteska | 400 m  | 1'00'86" | 7ª        | non qualificata | non qualificata |

## Nuoto e sport acquatici

### Nuoto
Maschile
| Atleta          | Evento      | Batterie | Batterie   | Semifinali      | Semifinali      | Finale          | Finale          |
| Atleta          | Evento      | Tempo    | Classifica | Tempo           | Classifica      | Tempo           | Classifica      |
| --------------- | ----------- | -------- | ---------- | --------------- | --------------- | --------------- | --------------- |
| Marko Blaževski | 400 m misti | 4'32"38  | 34º        | non qualificato | non qualificato | non qualificato | non qualificato |

Femminile
| Atleta          | Evento             | Batterie | Batterie   | Semifinali      | Semifinali      | Finale          | Finale          |
| Atleta          | Evento             | Tempo    | Classifica | Tempo           | Classifica      | Tempo           | Classifica      |
| --------------- | ------------------ | -------- | ---------- | --------------- | --------------- | --------------- | --------------- |
| Simona Marinova | 800 m stile libero | 9'28"41  | 35ª        | non qualificata | non qualificata | non qualificata | non qualificata |